# Agustina Roth
Agustina Roth (n. 18 iulie 2001, Bahía Blanca, Buenos Aires, Argentina) este o ciclistă argentiniană. A participat la competiții asociate Jocurilor Olimpice în care a câștigat o medalie de aur.

## Participări
Lista de mai jos prezintă principalele competiții la care a participat Agustina Roth de-a lungul carierei.
- Anexo:Ciclismo en los Juegos Olímpicos de la Juventud de Buenos Aires 2018[*][3]